# Manuel Belgrano

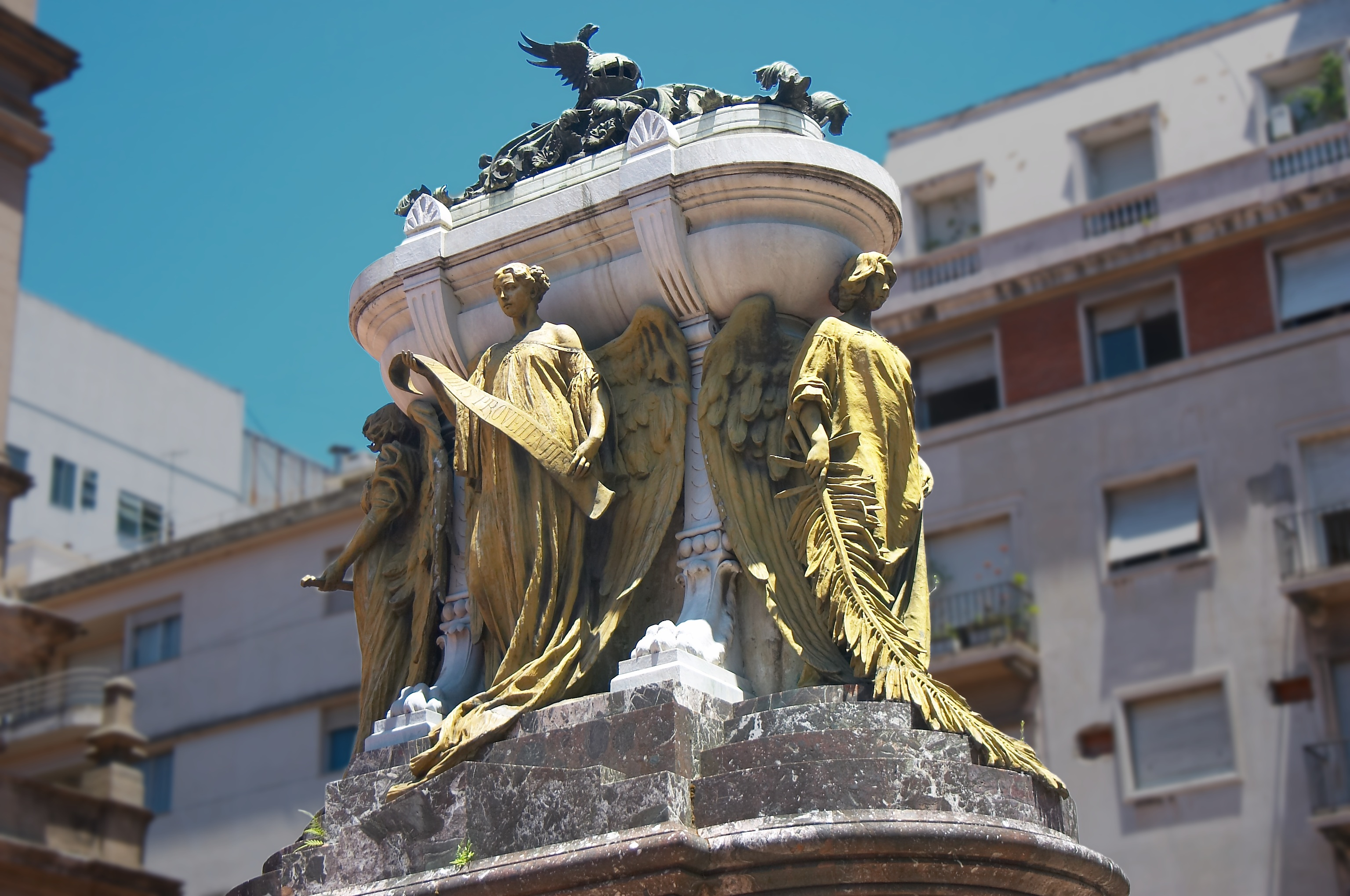
Belgrano's mausoleum

Manuel José Joaquín del Corazón de Jesús Belgrano, meestal tot Manuel Belgrano verkort (Buenos Aires, 3 juni 1770 – aldaar, 20 juni 1820) was een Argentijns jurist, politicus en militair leider. Hij was de vierde zoon van een Italiaanse zakenman. 

## Verdiensten
Belgrano werd benoemd tot generaal door de eerste autonome (provisorische) regering van Argentinië. Als militair was hij succesvol, vooral in het noordwesten van het land.
In 1812 ontwierp hij de eerste blauwe Argentijnse vlag, die op 27 februari van dat jaar voor het eerst gehesen werd.
Op 9 juli 1816 was hij een van degenen die de Argentijnse onafhankelijkheidsverklaring ondertekenden. Hij stelde voor om van Argentinië een constitutionele monarchie onder een Inca-koning te maken, maar voor dat idee kreeg hij weinig steun.
Tijdens Belgrano's expedities ging zijn gezondheid sterk achteruit. In 1820, op vijftigjarige leeftijd, stierf hij aan oedeem. Hij stierf in armoede, praktisch vergeten door de nationale regering. Zijn stoffelijk overschot wordt bewaard in een mausoleum in Buenos Aires.

## Dag van de Vlag
Een monumentaal complex ter ere van de vlag (Monumento Nacional a la Bandera, Nationaal Vlagmonument) werd in 1957 ingewijd. Dit monument is het centrum van de vieringen van de Dag van de Vlag, elk jaar op de sterfdag van Manuel Belgrano.

## Vernoemingen
Twee schepen van de Argentijnse marine werden vernoemd naar Manuel Belgrano. Het eerste schip was een 7069 ton wegende pantserkruiser die werd voltooid in 1896. Het tweede schip was de ARA General Belgrano (de voormalige USS Phoenix) die in dienst was van 1951 tot en met 1982, toen het getorpedeerd werd door de Britse onderzeeboot HMS Conqueror tijdens de Falklandoorlog van 1982. 
In Buenos Aires is een wijk naar hem vernoemd. In mei 2024 kwam het biljet van 10.000 Argentijnse peso in omloop met zijn afbeelding op het biljet.